# Gro Harlem Brundtlandová
Gro Harlem Brundtlandová (* 20. duben 1939, Oslo) je norská sociálnědemokratická politička, diplomatka a lékařka, představitelka Norské strany práce, v jejímž čele stála v letech 1981–1992. V letech 1981, 1986–1989 a 1990–1996 byla premiérkou Norska. V letech 1974–1979 byla norskou ministryní životního prostředí. Stála u zrodu zprávy Naše společná budoucnost.

## Život
Narodila se v rodině lékaře a sama vystudovala medicínu se zaměřením na rehabilitační lékařství. Jako lékařská vědecká pracovnice působila deset let, poté vstoupila do politiky.
Mezinárodního uznání se jí dostalo v roce 1980, když obhajovala principy udržitelného rozvoje jako předsedkyně Světové komise životního prostředí a rozvoje. Komise je podle ní někdy označovaná jako Komise Brundtlandové. V letech 1998 až 2003 byla jako první žena generální ředitelkou Světové zdravotnické organizace (WHO).
V roce 2011 těsně unikla teroristickému útoku pravicového extrémisty Anderse Breivika. Odjela z místa útoku, ostrova Utøya, pár hodin před Breivikovým činem, původně měla být dle Breivikových slov jedním z jeho hlavních terčů.